# Tommy Skeoch
Tommy Skeoch (5 de febrero de 1962, Kansas,  Estados Unidos) es un guitarrista norteamericano, conocido por haber conformado el grupo norteamericano Tesla, donde participó hasta 2006 siendo Into The Now el último álbum grabado con esta.

## Discografía
Con Tesla:
- Mechanical Resonance, Geffen 24120, US#32 (1986)
- The Great Radio Controversy, Geffen 24224, US#18, UK #34 (1989)
- Five Man Acoustical Jam, Geffen 24311, US#12 (1990, en vivo)
- Psychotic Supper, Geffen 24424, US#13 (1991)
- Bust a Nut, Geffen 24713, US#20 (1994)
- Time's Makin' Changes - The Best of Tesla, Geffen 24833, US#197 (1995, lo mejor 1986-1994)
- 20th Century Masters - The Millennium Collection: The Best of Tesla, Geffen 490779 (2001)
- Replugged Live (2 CD), Sanctuary 84520, (2001, en vivo)
- Standing Room Only, Sanctuary 84543 (2002, en vivo)
- Into the Now, Sanctuary 84637, US#31 (2004)

En solitario:
- "Freack Bucket" (2007)

- Datos: Q9088218